# West-Vlaams Beroepskrediet
De samenwerkende vennootschap West-Vlaams Beroepskrediet, opgericht in 1930, was tot 2009 de Brugse erkende kredietvereniging van de Nationale Kas voor Beroepskrediet. Bij de oprichting bevond de maatschappelijke zetel zich aan de Garenmarkt (nummer 7, in 1946 vermeld op nummer 17). In 1951 werd een gebouw aangekocht in de Cordoeaniersstraat 5 en in 1959 werd een groter en beter gelegen gebouw gekocht aan de Adriaan Willaertstraat 9, een herenhuis gebouwd in 1870 naar een ontwerp van Pierre Buyck.

## Oprichting
De vennootschap werd opgericht op 15 november 1930 en de statuten werden gepubliceerd in de Bijlagen van het Belgisch Staatsblad van 26-27 december 1930 (p. 2539-2541, nr. 17477). Er waren meer dan 100 medeoprichters uit de hele provincie die meestal intekenden op één of twee, soms op tien aandelen met een nominale waarde van 100 frank. Enkele intekenaars deden dit in naam van beroepsverenigingen.
De eerste raad van beheer bestond uit Alfons Van Coillie (Roeselare), Camerlinck (Roeselare) (geen voornaam vermeld, vermoedelijk Jozef Camerlynck), Arsène Glorie (Diksmuide), Jules Crochon (Izegem), Arthur Pauwels (Blankenberge), Joseph De Vestele (Brugge), Walter van Robays (Sint-Kruis) en Antoon Vanwaetermeulen (Brugge).
Commissarissen waren Urbain Bossuyt (Assebroek), Marcel Braet (Oostkamp) en Georges Vautherin (Kortrijk).

## Activiteit
De eerste jaren na de oprichting werden er nauwelijks kredieten toegekend. In 1935 werden 61 kredieten toegekend voor samen 3,9 miljoen frank. Eind 1957 waren er voor 154,4 miljoen frank aan uitstaande kredieten.

## Privatisering van de openbare financiële instellingen
De wet van 17 juni 1991 tot organisatie van de openbare kredietsector die onder meer de privatisering van de Nationale Kas voor Beroepskrediet tot doel had, beïnvloedde ook het West-Vlaams Beroepskrediet. Enerzijds was er de wens om zelfstandig te blijven, anderzijds was er de nauwe verwevenheid met de Nationale Kas en een sterke druk om in te stemmen met een fusie van alle onderdelen van de groep.
Op verschillende data werden de statuten aangepast aan de nieuwe situatie. Op 4 december 1998 werd de naam van de instelling gewijzigd in West-Vlaamse Bank.
Op 10 oktober 2008 werden de bestuurders vervangen door bestuurders aangeduid door de nieuwe eigenaar, de Franse bank Crédit Mutuel Nord Europe, die de controle verworven had over de openbare kredietinstelling Beroepskrediet. De laatste bestuurders van de 'oude' instelling waren Gudrun Vandenbussche (Brugge), Jozef Vandewalle (Oostkamp), Philip D'Hondt (Genève), Philippe Pauwels (Blankenberge), Michel Parmentier (Brugge), Noël Pauwels (Brugge) en Jan Van Der Meersch (Brugge). Alleen Noël Pauwels maakte de overstap naar de nieuwe raad van bestuur.
Op 27 mei 2009 werd de West-Vlaamse Bank gefusioneerd met BKCP Bank, wat het einde betekende van het vroegere West-Vlaams Beroepskrediet. In 2008 had de bank een balanstotaal van 320 miljoen euro en telde 45 werknemers verspreid over zes kantoren.

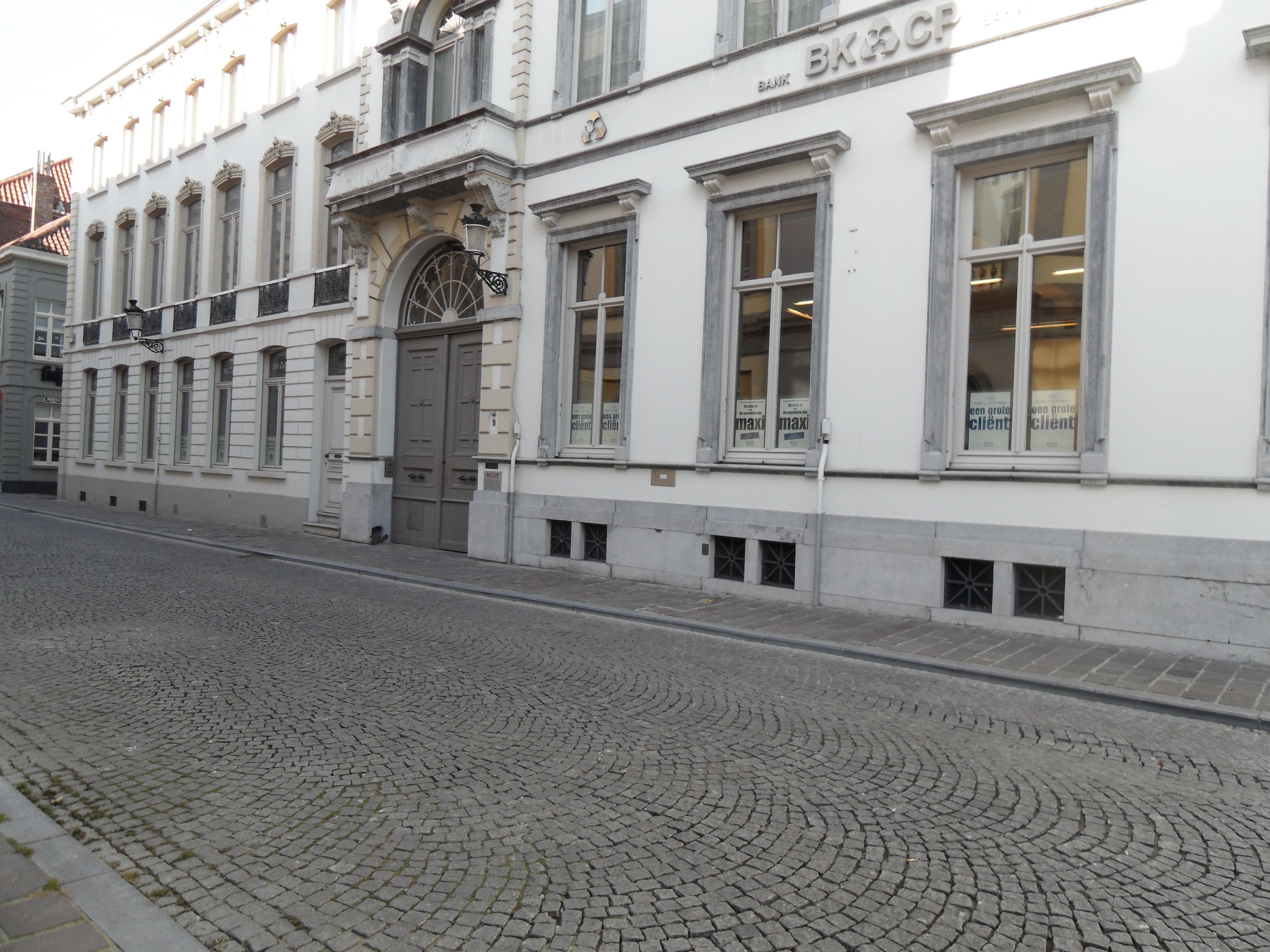
Deel van het bankkantoor in de Adriaan Willaertstraat, 2012, met op de gevel de letters BKCP.

## Van BKCP naar Beobank
De bankactiviteit in de Adriaan Willaertstraat te Brugge blijft tot op heden behouden. De nieuwe eigenaar wijzigde de naam van de overgenomen Beroepskrediet-groep in BKCP. Dezelfde bank kocht in 2011 de Belgische Citibank-kantoren van de Amerikaanse Citigroup en wijzigde hun naam in Beobank. Sedert 2016 zijn de BKCP-kantoren geïntegreerd in het Beobank-netwerk.